# Magdalena Agnieszka Sapieżyna

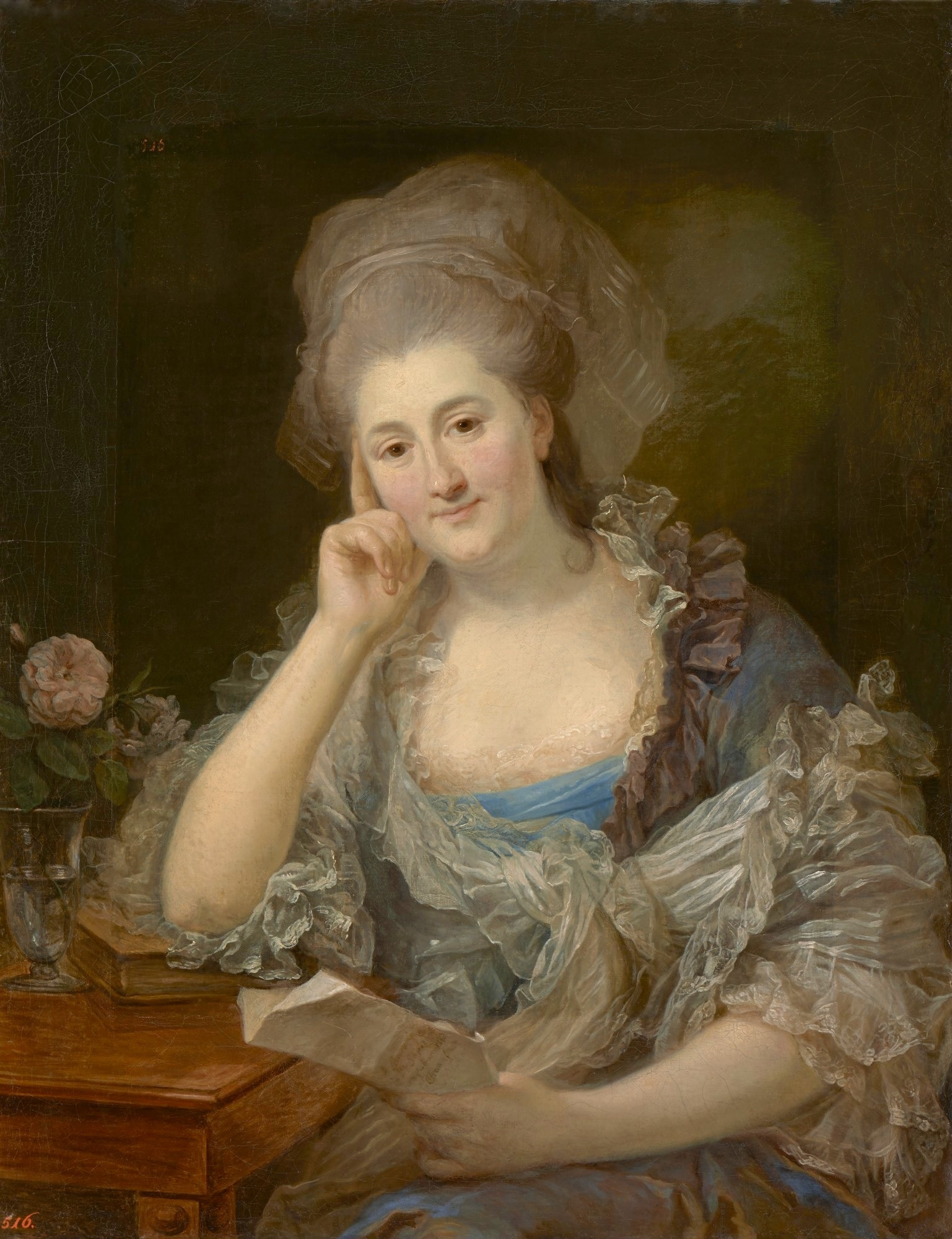
Magdalena Sapieha

Magdalena Agnieszka Sapieżyna, född 1739, död 1780, var en polsk adelskvinna och politiker, mätress till kung Stanisław II August Poniatowski, med vilken hon fick sonen Michał Cichocki. I kontrast till kungens andra mätress, Elżbieta Branicka, var hon en anhängare av Familiapartiet och försökte påverka kungen i dess favör. 